# Omid Djalili

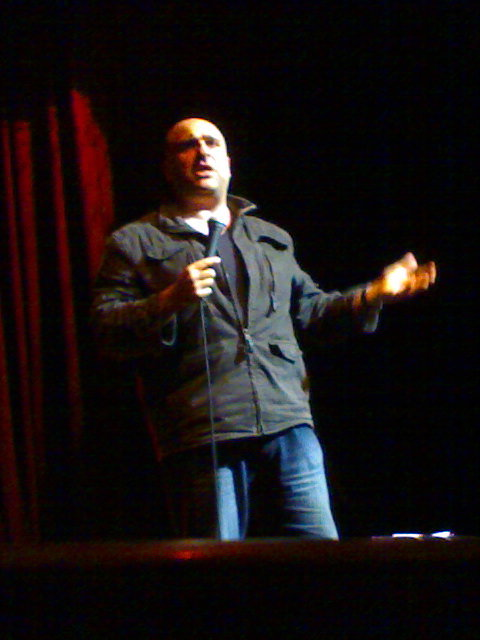
Omid Djalili, 2007

Omid Djalili (Perzisch: امید جلیلی; Chelsea, Londen, 30 september 1965) is een Britse stand-upcomedian en acteur.

## Ouders en opleiding
Djalili werd geboren uit Iraanse Bahá'í-ouders en is zelf ook een Bahá'í. Hij ging naar Holland Park School en studeerde vervolgens Engels en theaterwetenschap aan de Universiteit van Ulster in Coleraine, Noord-Ierland.

## Loopbaan
Het eerste belangrijke succes van zijn stand-upcomedy-carrière was op het Edinburgh Festival Fringe in 1995 met Short, Fat Kebab Shop Owner's Son, gevolgd door The Arab and the Jew in 1996.
Djalili trad op in tal van landen, waaronder Australië, Ierland, Denemarken, Canada, Duitsland en de Verenigde Staten, waar hij zijn eigen HBO Special had en hij heeft 22 afleveringen van de NBC sitcom Whoopi met Whoopi Goldberg gemaakt.
Hij deed zijn optreden voor Comic Relief na de aardbeving in de Indische Oceaan in 2005 en ook in 2005 verscheen hij in de Britse tv-show Top Gear. Datzelfde jaar brak hij bij het Edinburgh Festival een record met meer dan 16.500 verkochte kaarten.
In 2006 heeft Sky Television hem geëngageerd om het gezicht van hun zaterdagavondfilm te worden, en hij kondigde ook een nieuwe tour aan van de Britse No Agenda, van januari 2007 tot maart 2007, omvattende 23 verschillende data. De No Agenda tour-dvd werd uitgebracht in het najaar van 2007.
Op 18 maart 2007 werd Djalili uitgeroepen door het Britse publiek tot de 60e beste stand-upcomedian in het Channel 4-programma "De 100 Greatest Stand-Ups". Op 26 oktober 2007 presenteerde hij de BBC politieke quiz Have I Got News for You. De Omid Djalili Show begon op de BBC1 op 17 november 2007. Een tweede reeks werd opgenomen in het najaar van 2008 en werd uitgezonden op BBC1 op 20 april 2009. Hij trad ook op in We Are most Amused bij ITV1 ter viering van Prins Charles's 60e verjaardag in 2008.
Djalili trad op in een aantal films, met name Gladiator, The Mummy, Mean Machine, Alien Autopsy, Spy Game, Sky Captain en de Wereld van Morgen, Grow Your Own, Notting Hill, Pirates of the Caribbean: At's End World en Sex and the City 2 .
Hij is bekend bij het Amerikaanse publiek als Nasim uit de sitcom Whoopi, met Whoopi Goldberg, en ontving een internationale Film Award voor Beste Mannelijke Bijrol in Casanova (2005), naast Heath Ledger en Jeremy Irons.
Op 12 februari 2009 kondigde Cameron Macintosh (producent) aan dat Djalili zou optreden als de tweede Fagin in de nieuwe West End-productie van 'Oliver!' in het Theatre Royal, Drury Lane, Londen. Hij nam de rol over van Rowan Atkinson, die gecontracteerd was tot en met 18 juli 2009.
In 2009 sprak Djalili de stem in van Yusuf Amir in de populaire gamingserie Grand Theft Auto. In 2010 speelde hij in de door David Baddiel geschreven film The Infidel. Djalili zal optreden in de komende NBC sitcom The Paul Reiser Show in 2011.

## Filmografie
- The Mummy (1999)
- Notting Hill (1999)
- Mad Cows (1999)
- The World Is Not Enough (1999)
- Gladiator (2000)
- Spy Game (2001)
- Mean Machine (2001)
- Anita and Me (2002)
- Cross My Heart (2003)
- Deadlines (2004)
- The Calcium Kid (2004)
- Modigliani (2004)
- Sky Captain and the World of Tomorrow (2004)
- Casanova (2005)
- Alien Autopsy (2006)
- Over the Hedge as Tiger, the bad tempered Persian cat (2006)
- Grow Your Own (2007)
- Pirates of the Caribbean: At World's End (2007)
- The Love Guru (2008)
- Dead Man Running (2009)
- The Infidel (2010)
- Sex and the City 2 (2010)
- Animals United (2010)
- Mr Nice (2010)

## Games
- Grand Theft Auto IV: The Ballad of Gay Tony (2009)
- Grand Theft Auto Online: The Chop Shop (2023)

### Televisie
- The Bill (1998)
- Barking (1998)
- The Lake of Darkness (1999)
- Cleopatra (1999)
- Coming Soon (1999)
- Small Potatoes (1999)
- Black Books (2000)
- Jason and the Argonauts (2000)
- Lenny Henry in Pieces (2000)
- So What Now? (2001)
- Relic Hunter (2002)
- Dinotopia: The Series (2002)
- Between Iraq and a Hard Place (2003)
- Whoopi (2003)
- Live at the Apollo (2004)
- Age of Awakening. Narrator (2005)
- Chopra Town (2005)
- One Night Stand (HBO) (2005)
- My Family and Other Animals (2005)
- Rob Brydon's Annually Retentive (2006)
- Jack Dee's Lead Balloon (2006)
- Harvey Birdman: Attorney at Law (2006)
- TV Heaven, Telly Hell (2007)
- Have I Got News For You (2007)
- The Omid Djalili Show (2007)
- Premier League All Stars (2007)
- Never Mind The Buzzcocks (2008)
- The Omid Djalili Show - Series 2 (2009)
- Would I Lie To You? (2009)
- The Paul Reiser Show (2010)

## Stand Up DVDs
- No Agenda: Live at the London Palladium (26 November 2007)
- Live in London (16 November 2009)